# Inside the Fire
«Inside the Fire» (с англ. — «Внутри пламени») — сингл американской рок-группы Disturbed, первый сингл с их четвёртого студийного альбома Indestructible. В первой версии клипа показывались темы убийств, однако, из-за огромного количества жестоких тем в видео, клип не прошёл цензуру, отредактированная версия песни и видеоклипа была выпущена 25 марта 2008 года, в которых были вырезаны эти темы.
24 марта 2008, «Inside the Fire» дебютировал на более чем шестидесяти радиостанциях, быстро взлетел на верхние позиции в различных чартах, песня достигла 73 позиции на Billboard Hot 100 и позиции номер один на Hot Mainstream Rock Chart. Сингл претендовал на премию «Грэмми» в номинации «Лучшее хард-рок исполнение».

## Описание
Согласно словам вокалиста Дэвида Дреймана, песня основана на реальных событиях из его личной жизни — «это по-настоящему яркая песня… обо мне стоящем около тела моей подруги, которая совершила самоубийство, и Дьявол стоящий рядом со мной и шепчущий мне на ухо, чтобы я убил и себя.»
Комментируя далее для The Pulse of Radio, Дрейман сказал: «Это основано на истинной истории из моей жизни, которая произошла со мной, когда мне было приблизительно 16 лет, у меня была подруга, она совершила самоубийство. Это был невероятно ужасающий и болезненный опыт в моей жизни».

## Видеоклип
Видеоклип на песню «Inside the Fire» был представлен публике 2 мая 2008 года, в первой версии клипа появляется телефонный номер экстренной связи и сообщение от вокалиста Дэвида Дреймана относительно его самоубийства. В более поздней версии клипа номер и сообщения были вырезаны. Видеоклип начинается со сцены, где девушка совершает самоубийство через повешение в своей квартире. Дрейман заходя в квартиру, находит её мертвой. Он снимает её тело и кладёт на кушетку, принимая, что случилось. Он моет её в ванне. Он идет к комнате, в которой она повесилась, и выглядывает из-за двери, удостоверяясь, что там никого нет. Мысленно пораженный, он берет ружьё, которое висит на стене, и направляет ствол оружия себе рот и начинает кричать. Камера постепенно исчезает, показывая Дреймана в смирительной рубашке. Отредактированная версия видеоклипа, которая не показывает убийственные темы, изображает группу играющей в темной комнате, где они иногда покрываются кровью.

## Позиция в чартах
24 марта 2008, «Inside the Fire» дебютировал на более чем шестидесяти радиостанциях. Песня достигла позиции номер один на Billboard Hot Mainstream Rock Tracks и номер 4 на Billboard’s Hot Modern Rock Tracks. Также достигла позиции номер семьдесят три на Billboard Hot 100 и номер шестьдесят семь на Billboard Pop 100. Песня также стала шестым хитом Disturbed номер один на Mediabase’s Active Rock.

## Список композиций
CD
Слова и музыка всех песен — Disturbed.
| №                   | Название            | Длительность |
| ------------------- | ------------------- | ------------ |
| 1.                  | «Inside the Fire»   | 3:52         |
| Общая длительность: | Общая длительность: | 3:52         |

Винил
| №                   | Название            | Длительность |
| ------------------- | ------------------- | ------------ |
| 1.                  | «Inside the Fire»   | 3:52         |
| 2.                  | «Perfect Insanity»  | 3:59         |
| Общая длительность: | Общая длительность: | 7:51         |

Цифровая загрузка
| №                   | Название            | Длительность |
| ------------------- | ------------------- | ------------ |
| 1.                  | «Inside the Fire»   | 3:52         |
| Общая длительность: | Общая длительность: | 3:52         |

Великобритания (цифровая загрузка)
| №                   | Название                         | Длительность |
| ------------------- | -------------------------------- | ------------ |
| 1.                  | «Inside the Fire»                | 3:52         |
| 2.                  | «Parasite»                       | 3:25         |
| 3.                  | «Stricken (Live At the Riviera)» | 4:27         |
| Общая длительность: | Общая длительность:              | 11:44        |

| Чарт (2008)                  | Позиция |
| ---------------------------- | ------- |
| Billboard Hot 100            | 73      |
| Hot Canadian Digital Singles | 66      |
| Hot Digital Songs            | 49      |
| Hot Mainstream Rock Tracks   | 1       |
| Hot Modern Rock Tracks       | 4       |
| Pop 100                      | 67      |